# Svenska Greenwashpriset
Svenska Greenwashpriset är ett ironiskt miljöpris som delas ut till ett företag, organisation eller person som lovat mer än vad de kunnat hålla när det kommer till miljöåtgärder och istället lagt energi på att skapa en grön image. 
Priset delas ut av miljöorganisationen Jordens Vänner som är en svensk avdelning av Friends of the Earth. Organisationen menar att allt fler företag använder miljöargument i marknadsföringen för att dra fördel av konsumenternas växande miljöintresse, utan att egentligen minska sin totala miljöbelastning mycket. Det fenomenet beskrivs med engelskans "greenwashing", ungefär "gröntvättning".

## Vinnare
- 2010: Andreas Carlgren: för att han försvarade Sveriges största och dyraste motorvägsprojekt genom tiderna, den så kallade Förbifart Stockholm och menade att det är ett ”miljö- och klimatalternativ för Stockholm”.[3]
- 2011: Maud Olofsson: för beslutet att utvidga det svenska naturgasnätet, drygt två månader efter Olofssons uttalande om att “vi inte ska ha någon storskalig utbyggnad av gas eftersom vi inte kommer att behöva det och inte tycker att den är miljömässigt rätt".[4]
- 2012: Stora Enso: för att "Stora Enso hävdar att de är ett miljömedvetet företag, som främjar biologisk mångfald. Eukalyptusplantagen, den så kallade ”grön öknen” i Brasilien, är en monokultur som slår ut mångfalden och skapar grava sociala missförhållanden. Stora Enso har tidigare dömts för miljöbrott i Brasilien, via intresseföretaget Veracel, och har nu etablerat sig i södra Kina där alarmerande rapporter publicerats som beskriver miljö- och människorättskränkningar."[5]
- 2013: AP-fonderna: för att de investerar i oljebolag och bryter mot riktlinjer de lovat följa.[6][7] Fyra organisationer var nominerande till Svenska Greenwashpriset detta år. Övriga var Stockholms stad för att de eldar med kol och bygger Förbifart Stockholm, Fortum Värme för green wash i allmänhet, och ICA för att de lovar närproducerat men kör med importvaror i egna märken.[8][9]
- 2014: Trafikverket och Förbifart Stockholm: för att Förbifart Stockholm kommer att leda till mer biltrafik och fler köer samt strider mot de transportpolitiska målen om god tillgänglighet, trots att Trafikverket uppger det motsatta.[10]
- 2016: Miljöpartiets partistyrelse: för att i riksdagsvalet 2014 ha lovat att Vattenfalls kolkraft ska avvecklas och sedan i regeringsställning valt att sälja kolkraften istället.[11]
- 2017: Svenskt Flyg: för att de fått sina koldioxidutsläpp att se mindre ut genom att beräkna dem per flygstol istället för att se till hela resan samt för sitt motstånd till flygskatten.
- 2018: Centerpartiets styrelse: för att de gett vilseledande information om klimatpåverkan från biobränsle i flygtrafiken. Utöver undermåliga förslag på klimatområdet har de även uttryckt sig på ett sätt som är kontraproduktivt för ett aktivt klimatarbete under valrörelsen samtidigt som de kallat sig "alliansens gröna röst"[12]
- 2019: Preem: "för deras planer på en utbyggnad av raffinaderiet i Lysekil, vilket kommer att göra Preem till Sveriges största utsläppare av koldioxid. Utbyggnaden kommer att fördubbla Preemraffs utsläpp från 1,7 miljoner ton till 3,4 miljoner ton varje år. Samtidigt beskriver Preem att deras verksamhet bedrivs med utgångspunkt att bevara miljön för framtida generationer och att deras tankstationer är laddade med grön talloljediesel."[13]
- 2020: Sveaskog: "för att de framställer sin verksamhet som hållbart skogsbruk när den bidrar till stora skador på mark och den biologiska mångfalden"[14]
- 2021: AP-fonderna: "för att de fortsätter denna vilseledande kommunikation och sina ohållbara investeringar. Detta trots att över hälften av Sveriges medborgare inte vill att deras pensionspengar ska investeras i fossil verksamhet och därmed bidra till klimatkrisen (Kantar Sifo)."[15]
- 2022: PR-kampanjen Svenska Skogen: "”Svenska Skogen har under många år lagt mångmiljonbelopp på en kampanj som är ett skolexempel på greenwashing eftersom den påstår att ökat skogsbruk enligt rådande modell skulle vara klimatsmart. Dessa pengar hade istället kunnat användas till att ställa om skogsbruket till att bli klimatsmart på riktigt." [16][17]

## Climate Greenwash Award
Föregångaren till Greenwashpriset, Climate Greenwash Award delades 2009 ut till Vattenfall, av ett flertal organisationer däribland Jordens Vänner, Attac och Klimax.